# Stompstaartratten
De stompstaartratten (Geocapromys) zijn een geslacht van zoogdieren uit de familie van de stekelratten (Echimyidae). De wetenschappelijke naam van het geslacht werd in 1901 gepubliceerd door Frank Michler Chapman.
Stompstaartratten komen tegenwoordig nog voor op de Bahama's en Jamaica. In het verleden kwamen ze voor in het hele Caraïbische gebied, van Cuba tot de Kaaimaneilanden en eilanden voor de kust van midden-Amerika.

## Soorten
Er worden 5 soorten in dit geslacht geplaatst:
- Geocapromys brownii (J. B. Fischer, 1830) - Jamaicastompstaartrat
- † Geocapromys caymanensis Morgan et al., 2019
- † Geocapromys columbianus (F. M. Chapman, 1892)
- Geocapromys ingrahami (J. A. Allen, 1891) - Bahamastompstaartrat
- † Geocapromys thoracatus (F. W. True, 1888)